# Basler Sportclub Old Boys
El Basler Sportclub Old Boys, també anomenat BSC Old Boys o Old Boys Basel, és un club suís de futbol de la ciutat de Basilea. El club va ser fundat el 1894.
Ha jugat més de 30 temporades a la primera divisió suïssa.